# Sapucai
Sapucai è un centro abitato del Paraguay; è situato nel dipartimento di Paraguarí, ad una distanza di circa 80 km dalla capitale del paese, Asunción, e forma uno dei 17 distretti del dipartimento.

## Popolazione
Al censimento del 2002 la località contava una popolazione urbana di 1.877 abitanti (6.010 nel distretto).

## Storia
L'origine di Sapucai risale al 1865, quando il presidente Francisco Solano López affidò all'ingegnere austro-ungarico Wisner Morgestein l'incarico di costruire una serie di officine ferroviarie, con lo scopo di portare la via ferrata dalla capitale fino ad Encarnación. Proprio attorno alle officine si sviluppò il centro abitato, che fu elevato al rango di Municipio il 16 luglio 1910.

## Economia
Con l'intento di diversificare l'economia della zona l'amministrazione ha da tempo avviato il recupero delle officine ferroviarie, trasformate in un museo nazionale. Grazie anche all'Agenzia di Cooperazione Internazionale del Giappone (JICA) sono state messe in cantiere numerose altre opere per lo sviluppo turistico, come la restaurazione dell'antica colonia inglese e la coltivazione di 30 diverse varietà di bambù per la costruzione di mobili.